# 푸깟 공항
푸깟 공항(영어: Phu Cat Airport, 베트남어: Sân bay Phù Cát, IATA: UIH, ICAO: VVPC)은 베트남 빈딘성 푸깟현에 있는 공항이다. 주로 국내선으로만 이용된다.
베트남 남중부 지방을 따라 빈딘성에서 북서쪽으로 약 30km 떨어진 응오마이와 덥다방(Đập Đá) 사이의 푸깟현에 위치해 있다. 푸깟 공항은 상업 공항일 뿐 아니라 베트남 공군이 사용하는 군용 공항이기도 하다. 푸깟 공항은 베트남의 새 항공사인 뱀부 에어웨이스의 허브 공항으로 사용된다. 푸깟 공항은 2017년 150만 명의 승객을 처리했다.

## 개요
베트남의 공항 중 일부는 베트남 전쟁 시대에 미국에 의해 건설된 것이 있으며, 이 공항도 그러한 목적으로 건설된 공항이다. 따라서 활주로는 지방 공항이면서도 3,000m 이상이다. 특징적인 둥근 모양을 가진 새로운 터미널이 2016년에 완공되어 연간 150만명의 승객을 수용할 수 있게 되었다.

## 역사
푸깟 공항은 1967년 미국 건설회사 RMK-BRJ에 의해 미국 공군을 위해 베트남 전쟁 중에 건설되었다. 전쟁 중에는 베트남 공군과 USAF의 주요 공군기지였다. 1975년까지 이 공항은 고꾸아인(Gò Quanh) 공항으로 알려져 있었다. 공항은 비엔호아 공군기지와 다낭 공군기지 외에 에이전트 오렌지의 주요 재충전 장소 중 하나였다. 전쟁 중 다이옥신과 관련된 심한 활동으로 인해 공항의 지반이 독성 화학물질로 심하게 오염되었고 정화 작업은 여전히 진행 중이다.
베트남 전쟁이 끝난 1975년 이후 베트남 공군의 훈련 목적으로 사용되었으며, 이후 인근 꾸이년 비행장의 민간 운항 중단에 따라 1984년 지역 민간 항공 운송과 군사 활동 모두를 위한 복합 공항으로 발전하였다. 1984년 9월, 이 공항은 첫 상업 비행을 시작했다.
2003년 7월 10일 공항용 3000m²여객 터미널에 대한 공사가 시작되었다. 터미널은 2004년 6월에 완공되었다. 연간 60만 명의 탑승객을 수용할 수 있으며, 2개의 탑승 게이트와 6개의 체크인 카운터, 2개의 컨베이어 벨트를 갖추고 있다.
푸깟 공항은 2014년에 42만 명의 승객을 처리했으며, 연평균 46%의 승객 증가율을 보였다. 이 공항은 2017년에 150만 명의 승객을 수용할 수 있었다.
2017년 2월 13일 푸깟 공항의 신청사 여객터미널 부지에서 공사가 시작되었다. 2,200만 달러의 비용으로 지어진 이 터미널은 연간 150만 명의 승객을 수용할 수 있고, 최대 240만 명의 승객을 수용할 수 있다. 새 터미널은 2018년 5월 3일에 개통되었고 2003년에 완공된 터미널을 완전히 대체했다.

## 운항 노선
| 항공사             | 목적지                                   |
| ------------------ | ---------------------------------------- |
| 뱀부 에어웨이스    | 하노이, 하이퐁, 호찌민 계절 전세기: 청주 |
| 젯스타 퍼시픽 항공 | 호찌민                                   |
| 비엣젯 항공        | 하노이, 호찌민                           |
| 베트남 항공        | 하노이, 호찌민                           |
| 뱀부 에어웨이스    | 하노이                                   |

## 사진

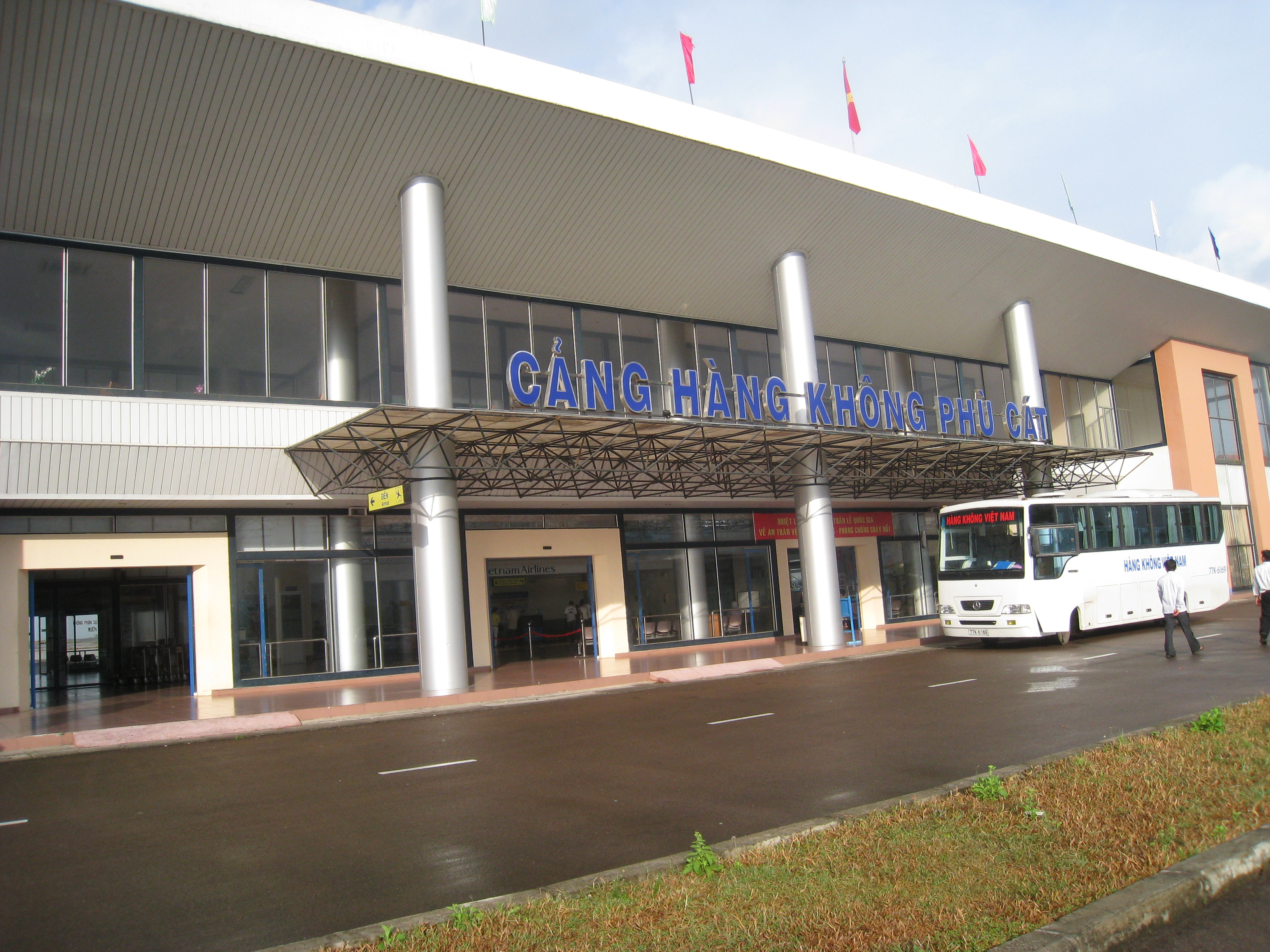
공항 터미널
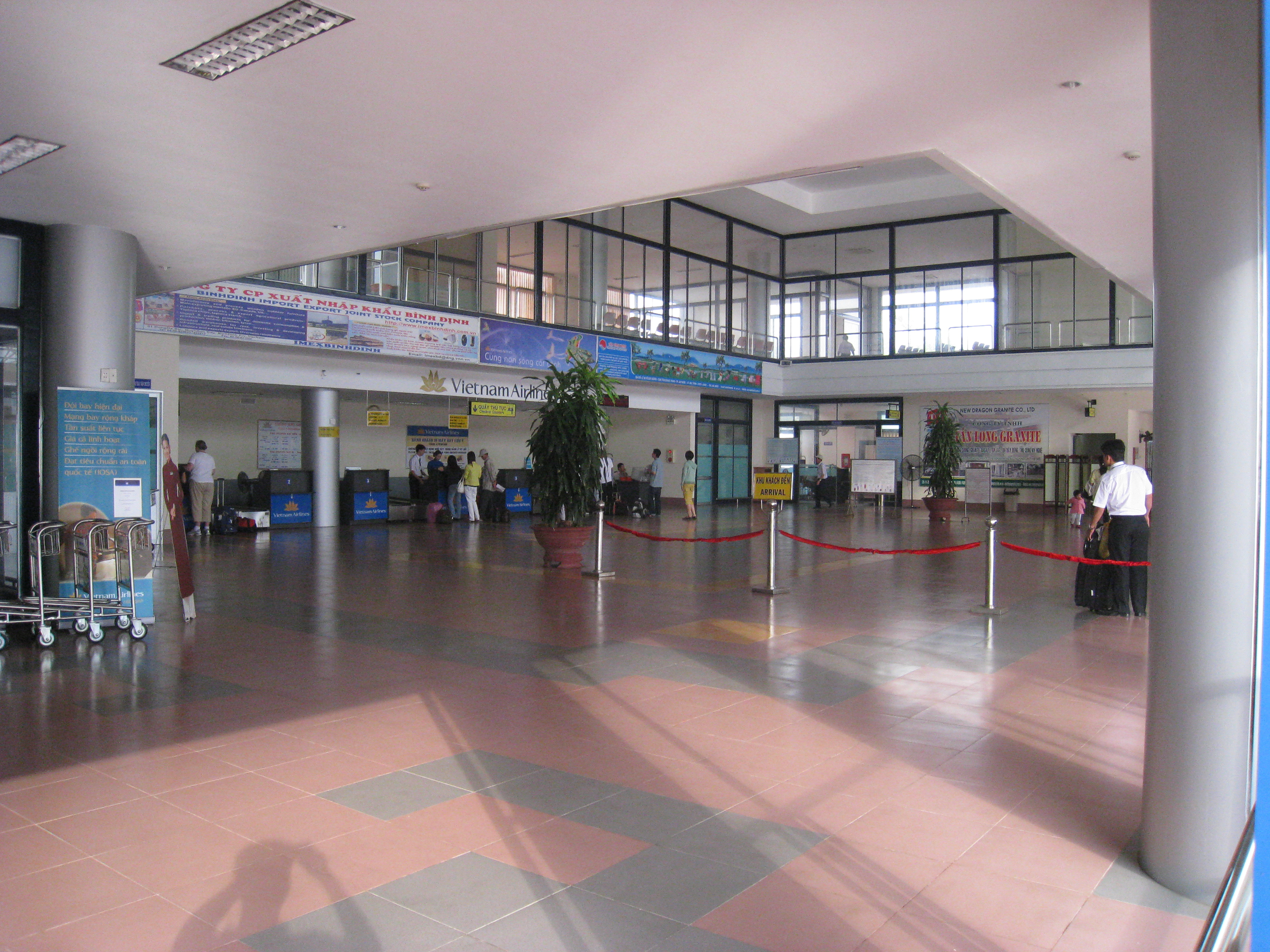
여객 터미널 내부
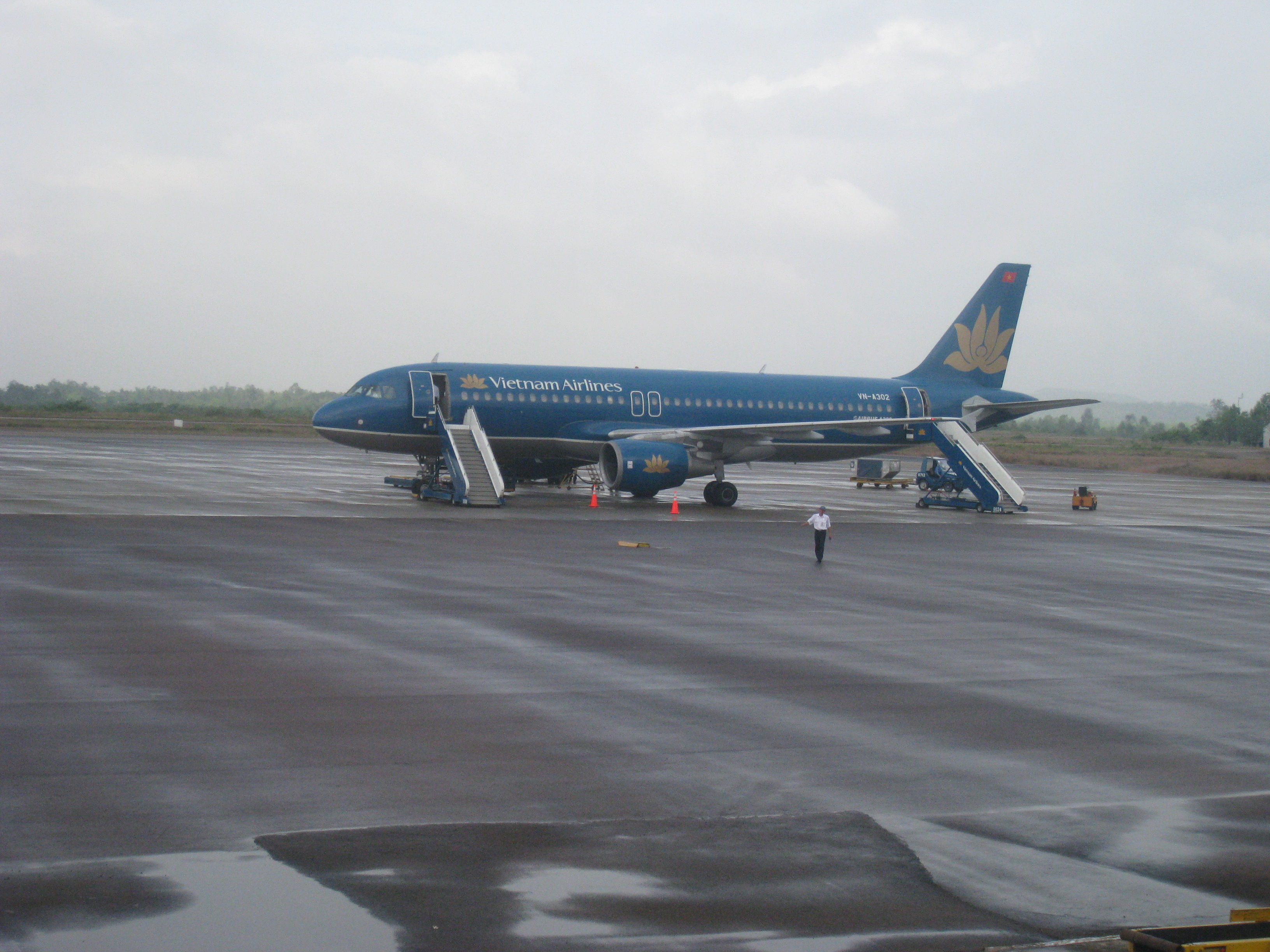
푸깟 공항에 도착한 베트남 항공
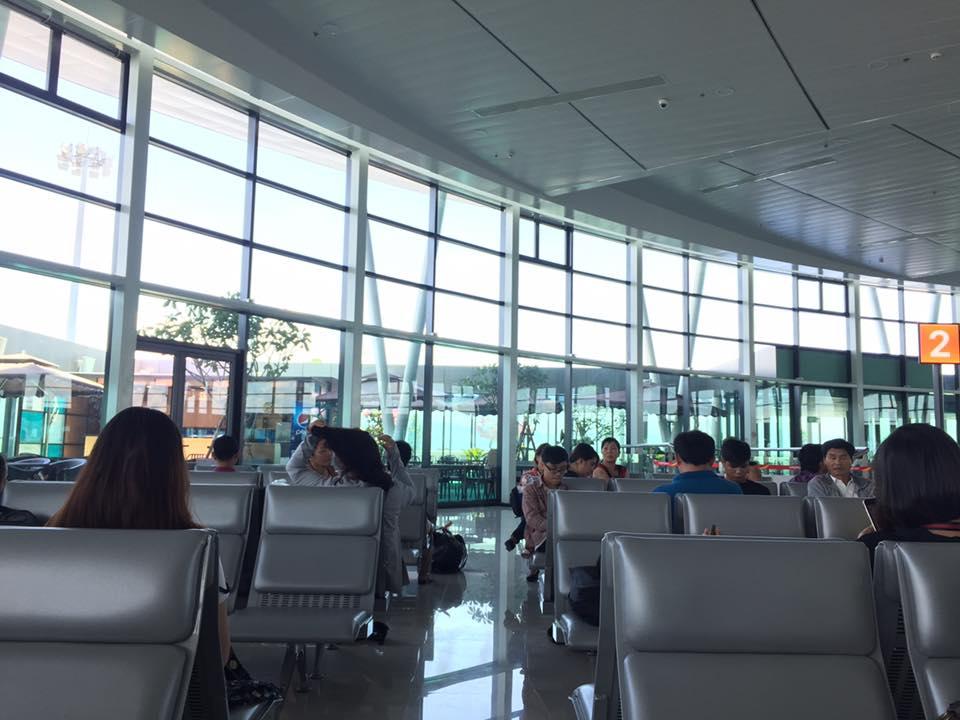
신청사 터미널 대기실

## 같이 보기
- 베트남의 공항 목록